# Petaurus gracilis
Espèce
Répartition géographique
Statut de conservation UICN

 EN B1ab(iii) : En danger
Petaurus gracilis (en anglais : The Mahogany Glider) est une espèce d'opossum en grand danger de disparition. Il ressemble beaucoup au Phalanger de Norfolk ou à Petaurus australis.

## Habitat et répartition
Il habite un tout petit domaine entre Ingham et Tully dans le Nord du Queensland et plus de 80 % de son territoire a été détruit pour la culture de la canne à sucre, les bananeraies et les plantations de pins ou encore pour l'élevage du bétail.
Pendant plus de 100 ans on l'avait cru disparu mais de nouveaux spécimens furent découverts en 1989. Son avenir est encore loin d'être assuré.

## Alimentation
Il se nourrit de la gomme d'eucalyptus, de sirop d'eucalyptus ou d'acacias, de graines, de pollen, de nectar et d'insectes.

## Prédateurs
Il a deux principaux prédateurs : les pythons et les chouettes.